# 台州绿心生态区
台州绿心生态区，又称绿心休闲旅游区，是一个位于中华人民共和国浙江省台州市区中心的旅游度假区，位于椒江、黄岩、路桥三区结合部，共涉及椒、黄、路三区40余个行政村约1.4万户、4.6万人。2013年1月，浙江省人民政府正式批准在台州绿心生态区设立省级旅游度假区，即现在的台州绿心旅游度假区。

## 历史
1994年8月22日，台州撤地设市，驻地从临海迁至椒江，椒江、黄岩两个县级市改设为椒江、黄岩、路桥3区。台州于1994年做了第一轮城市总体规划。2002年，台州市政府邀请多家单位进行“台州城市发展概念规划”国内招标，开始了台州新一轮总体规划的编制工作。《台州市城市总体规划（2004-2020年）》于2005年获浙江省政府批准。规划中提出，台州的旅游空间发展结构为“双核、三带、四区、八个重点项目”，其中“四区”和“八个重点项目”都包括台州市区的绿心休闲旅游区。规划中指出，绿心是城市开敞空间体系的核心，对城市生态环境的保护作用举足轻重，禁止大规模开发；要以绿心休闲旅游区为核心，形成北部自然山水旅游区。并提出了“划定绿心保护范围，依法保护，在绿心内建设植物园、动物园、雕塑公园、高尔夫球场等设施，将绿心建设成为重要的度假休闲旅游区”的设想。2006年8月24日，台州市政府规定实行绿心生态区建设项目准入管理规定。2013年1月，浙江省人民政府发布浙政函〔2013〕23号，正式批准在台州绿心生态区设立省级旅游度假区。之后的一年，绿心生态区全年财政投入共6.645亿元，接待游客总量约150万人次。2019年8月29日，根据市委市政府《关于进一步深化市区体制机制改革工作的实施意见》，新组建台州湾循环经济产业集聚区管委会，加挂台州绿心旅游度假区管委会等两套牌子。

## 地理位置
绿心生态区位于台州城市中心，位于椒江、黄岩、路桥三区结合部，距三区中心约为5公里。外围有甬台温高速公路、台金高速公路等，车程半径均不超过20公里。甬台温铁路纵贯绿心南北，北有黄岩客运站，南有路桥机场。绿心度假区与绿心管理区的范围线一致，总面积约44.53平方公里。

## 结构

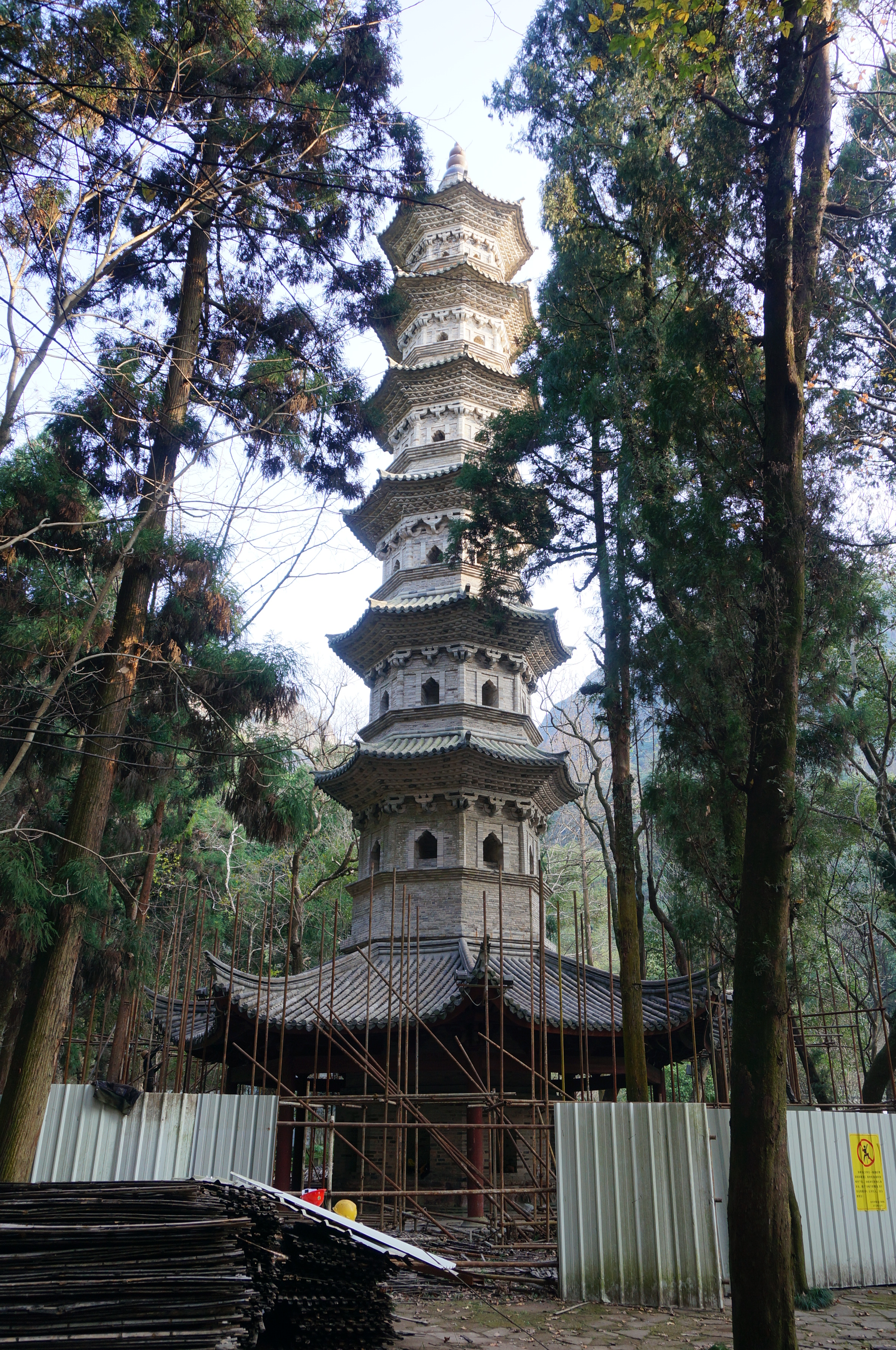
绿心生态区境内的瑞隆感应塔

州心生态区内山体和丘陵占到一半，区内最高峰为九峰山黄毛峰，海拔529.2米。由东官河、南官河、徐山泾、永宁河组成环形水系。度假区以“一心一带”、“一环五区”划分空间结构。“一心”即飞龙湖度假中心，为绿心休闲度假核心；“一带”即百里生态景观廊道，沿线分设丫髻岩景区、四姑殿景区、白石关景区、狮子山景区等四大景区；“一环”即环绿心观光小火车项目；“五区”即5个特色分区，分别为飞龙湖养生度假区、东山湖滨水休闲区、文化休闲娱乐区、方山乡村休闲区、森林疗养游览区。
根据2007年编制的《绿心总体规划》，绿心内用地总体结构为“一心三轴两片三景区”。“一心”指城市休闲核心区，围绕桐屿水库作为绿心核心空间、城市休闲中心区。“三轴”指沿三条绿心景区浏览主干线展开的三条Y形发展轴，分别是绿心东路一环湖北路、绿心南路一环湖西路、绿心北路。“两片”指绿心东北部的大学园片区，以文化教育为主体；绿心南部的路桥综合生活片区。“三景区”指九峰揽胜、玉垄朝阳、龙泓濯秀三大部分。绿心的功能定位为“以生态为主题，山水为特点，地域文化为内涵，以旅游度假为载体”的城市绿心生态区，包括生态维育功能、整合组团功能、旅游休闲功能、文化展示功能等四大功能。